# Rober Hatemo
Rober Hatemo (* 25. Dezember 1974 in Çanakkale) ist ein türkisch-armenischer Popmusiker.

## Karriere
Sein erstes Album Esmer wurde 1997 veröffentlicht. Das zweite Album Sen Farklısın wurde 1998, das dritte Azılı Bela 2001 veröffentlicht. Danach machte er zwei Jahre Pause von der Musik. 2003 kam er mit Aşksız Prens zurück.
Besonders die Cover-Version Senden Çok Var des griechischen Songs Eisai Foveri, die zusammen mit einem arabischen Sänger produziert wurde, war sehr erfolgreich. Der Song Beyaz ve Sen aus dem gleichen Album wurde ebenfalls ein Hit.

## Diskografie

### Alben
- 1997: Esmer
- 1998: Sen Farklısın
- 2001: Azılı Bela
- 2003: Aşksız Prens
- 2006: Sihirli Değnek
- 2014: Pabucumun Dünyası

### EPs
- 2010: Mahrum

### Singles
| - 1997: Esmer - 1997: Dilber - 1998: Aşkın Kanunu - 1998: Doludizgin - 1999: Tanrım - 1999: Vay Aney - 1999: Gurur - 1999: Bensiz Ölmek Yoktu - 2001: Azılı Bela (mit Yıldız Tilbe) - 2003: Aşksız Prens - 2003: İtirazım Var - 2006: Senden Çok Var (Original: Giorgos Mazonakis – Eisai Foveri) - 2007: Beyaz ve Sen (Original: Amr Diab – Rihet El Habayeb) | - 2008: Yan Bahçe (mit Erdem Kınay) - 2010: Mahrum - 2010: Hurra - 2014: Pabucumun Dünyası - 2015: Aşk Çarpsın - 2015: Dikkat - 2016: Narin Yarim (mit Banu Parlak) - 2017: Giden Candan Gidiyor - 2018: Canına Okuyacağım - 2018: Gel Barışalım - 2022: İnsan Sevince - 2023: Nasıl Bir Yılansın - 2024: Bu Delikanlıyı Unutamazsın (mit Yıldız Tilbe) |

Quelle:

### Gastauftritte
- 2003: Ummadığım Anda (von Yıldız Tilbe – im Musikvideo)